# Un témoin pour cible
Pour plus de détails, voir Fiche technique et Distribution.
Un témoin pour cible (Schutzengel, trad. littérale : « ange gardien ») est un film d'action allemand réalisé en 2012 par Til Schweiger.

## Synopsis
Nina, une jeune adolescente, assiste à un meurtre commis par le trafiquant d'armes Thomas Backer. En attendant le procès, elle est inscrite au programme de protection des témoins mais les policiers qui la protègent sont abattus par des hommes de main de Backer. Max Fischer, un vétéran de la dernière guerre d'Afghanistan, décide d'assurer la protection de la jeune fille.

## Fiche technique
- Titre : Un témoin pour cible
- Titre original : Schutzengel
- Réalisation : Til Schweiger
- Scénario : Stephen Butchard, Paul Maurice, Til Schweiger
- Direction artistique : Esther Schreiner
- Décors : Isabel von Forster
- Costumes : Melanie Hug
- Photographie : Adrian Cranage
- Musique : Martin Todsharow
- Production : Julia Etzelmüller (superviseur), Willi Geike (coproducteur), Paul Maurice, Til Schweiger, Thomas Zickler
- Sociétés de production : Warner Bros., barefoot films
- Pays d'origine :  Allemagne
- Langue originale : allemand
- Format : couleur — 35 mm — 2,35:1
- Genre : film d'action, drame
- Durée : 130 min.
- Date de sortie :
  -  Allemagne : 27 septembre 2012
  -  France : janvier 2015 (distribuée en DTV par Zylo)

## Distribution
- Luna Schweiger (de) : Nina
- Til Schweiger : Max Fischer
- Moritz Bleibtreu : Rudi
- Karoline Schuch : Sara Müller
- Herbert Knaup : Henri Brietner
- Heiner Lauterbach : Thomas Backer
- Kostja Ullmann : Kurt
- Hannah Herzsprung : Helena
- Rainer Bock : Karl Falkner
- Tim Wilde (de) : Nicholas
- Numan Acar : TV Reporter Türkei

## Tournage
Le film a été tourné à Berlin en Allemagne et à Brighton au Royaume-Uni.

## Réception critique
Arno Frank du Spiegel voit dans Schutzengel un « raté de première classe ». Le Lexikon des Internationalen Films (de) évoque un film « qui défie toute logique », aux « prises de vue en continu fatigantes » et aux « dialogues sans aucun intérêt ». Le magazine de télévision allemand prisma.de (de) relève la bonne performance de Luna Schweiger, tout en pointant la prestation décevante de son père et acteur Til Schweiger.

## Distinctions

### Nominations
- Deutscher Filmpreis 2013 — Prix du public : film allemand de l'année
- Bayerischer Filmpreis 2013 – Prix du public : Til Schweiger

### Récompenses
- Jupiter Award 2013 — meilleure actrice allemande : Luna Schweiger